# Black Widow (песня Игги Азалии)
Black Widow (с англ. — «Чёрная вдова») —  песня австралийской хип хоп исполнительницы Игги Азалии при участии британской певицы Риты Оры. «Black Widow» была выпущена пятым синглом с дебютного альбома Азалии The New Classic 8 июля 2014.

## Запись и релиз
«Black Widow» была написана американской певицей Кэти Перри для её третьего студийного альбома «Prism», но финальная версия песни была готова уже после выхода альбома. В итоге песня была отдана Игги. 26 февраля 2014 года Азалия на радиостанции Power 106 рассказала, что следующий, пятый сингл с альбома написан Кэти Перри. 24 июня «Black Widow» попала в ротацию rhythmic contemporary radio в США как пятый сингл с альбома. 5 августа 2014 года исключительно в США и Канаде был выпущен сборник ремиксов на «Black Widow». В Великобритания сингл выйдет 14 сентября 2014.

## Видеоклип
Видеоклип на песню «Black Widow» был снят в стиле фильмов про кунг-фу (в том числе и фильма Убить Билла). Режиссёрами видео выступили Director X и сама Азалия. 11 августа на VEVO был залит тизер клипа. Премьера видео на канале VEVO состоялась 13 августа 2014.

## Коммерческий успех
«Black Widow» смог дебютировать в Australian Singles Chart ещё до выпуска синглом на 86 строчке 5 мая 2014. Песня достигла пика на 18 строчке 25 августа 2014. Также «Black Widow» смогла войти в New Zealand Singles Chart 23 июня 2014 на 36 строчке. Песня достигла пика на 12 строчке 28 июля 2014. Также сингл смог дойти до 17 строчки в Канаде, 25 строчки в Ирландии, 79 строчки во Франции и 15 строчки в Шотландии.

Песне удалось дебютировать в чарте Великобритании ещё до выпуска синглом на 91 строчке и на 15 строчке в R&B чарте. На неделе от 23 августа 2014 «Black Widow» совершила скачок на 151 позицию и оказалась на 34 месте. на следующей неделе песня поднялась на 19 позиций и оказалась на 15 строчке, тем самым став 6 синглом в двадцатке UK Singles Chart. Также «Black Widow» смогла возглавить UK R&B Chart став первым номером один для Азалии в этом чарте.

За неделю до выпуска «Black Widow» смог попасть в Billboard Bubbling Under Hot 100 на 16 строчку и в Hot R&B/Hip-Hop Songs на 33 строчку. На следующей неделе песне удалось дебютировать в Hot 100 на 97 строчке без какого либо промо. На 5 неделе пребывания в чарте «Black Widow» поднялась 19 места. На 7 неделе пребывания в Top 100 песне удалось войти в десятку под номером 8 и стать третьей песней в десятке в США для Азалии. Также благодаря этому сразу три песни Игги находились в десятке (#5 «Fancy», #7 «Problem» и #8 «Black Widow»). Пиком для песни стала 6 позиция. Также песне удалось добраться до 2 строчки в чарте Hot R&B/Hip-Hop Songs став второй песней (после «Fancy») для Игги в десятке этого чарта, и 2 строчки в Hot Rap Songs став четвёртой песней для Игги в десятке этого чарта (до этого это удавалось сделать песням «Fancy», «Work» и «No Mediocre»).

## Форматы и трек-лист
- Digital download — remix bundle[15]

1. Black Widow (feat. Rita Ora) [Vice Remix][a] — 3:40
2. Black Widow (feat. Rita Ora) [Justin Prime Remix] — 5:41
3. Black Widow (feat. Rita Ora) [Justin Prime Radio Edit][a] — 3:24
4. Black Widow (feat. Rita Ora) [Justin Prime Instrumental] — 5:41
5. Black Widow (feat. Rita Ora) [Oliver Twizt Remix][a] — 5:07
6. Black Widow (feat. Rita Ora) [Oliver Twizt Remix Radio Edit][a] — 3:23
7. Black Widow (feat. Rita Ora) [Dank Remix][a] — 4:24
8. Black Widow (feat. Rita Ora) [Dem Slackers Remix] — 5:32
9. Black Widow (feat. Rita Ora) [Dem Slackers Remix Radio Edit] — 3:18
10. Black Widow (feat. Rita Ora) [Bordertown Remix] — 4:36

- ↑  «Clean» версия.

## Чарты
| Чарт (2014)                                | Высшая позиция |
| ------------------------------------------ | -------------- |
| Australia (ARIA)                           | 23             |
| Australia Urban (ARIA)                     | 3              |
| Бельгия/Фландрия (Ultratip Bubbling Under) | 94             |
| Belgium Urban (Ultratop Flanders)          | 58             |
| Канада (Billboard Canadian Hot 100)        | 17             |
| Canada CHR/Top 40 Airplay (Billboard)      | 22             |
| Canada Hot AC (Billboard)                  | 46             |
| Франция (SNEP)                             | 79             |
| Germany (Deutsche Black Charts)            | 18             |
| Ирландия (IRMA)                            | 25             |
| New Zealand (RMNZ)                         | 12             |
| Шотландия (OCC Scotland)                   | 15             |
| UK Singles (Official Charts Company)       | 15             |
| Великобритания (OCC UK Hip Hop/R&B)        | 1              |
| США (Billboard Hot 100)                    | 3              |
| США (Billboard Dance Club Songs)           | 13             |
| Dance/Mix Show Airplay (Billboard)         | 9              |
| США (Billboard Hot R&B/Hip-Hop Songs)      | 2              |
| США (Billboard Hot Rap Songs)              | 2              |
| США (Billboard Pop Airplay)                | 13             |
| Rhythmic (Billboard)                       | 11             |

## Сертификации
| Регион | Сертификация  | Продажи   |
| --- | ------------- | --------- |
| Австралия (ARIA) | Платиновый    | 70 000^   |
| Бразилия (ABPD) | 3× Платиновый | 180 000   |
| Канада (Music Canada) | 2× Платиновый | 160 000*  |
| Дания (IFPI Danmark) | Платиновый    | 60 000^   |
| Германия (BVMI) | Золотой       | 200 000   |
| Италия (FIMI) | Платиновый    | 50 000    |
| Новая Зеландия (RMNZ) | Золотой       | 7500*     |
| Норвегия (IFPI Norway) | 2× Платиновый | 120 000   |
| Испания (PROMUSICAE) | Золотой       | 20 000    |
| Швеция (GLF) | 2× Платиновый | 80 000    |
| Великобритания (BPI) | Платиновый    | 600 000   |
| США (RIAA) | 5× Платиновый | 5 000 000 |
| Стриминг |               |           |
| Дания (IFPI Danmark) | Платиновый    | 2 600 000 |
| Испания (PROMUSICAE) | Золотой       | 4 000 000 |
| * Данные о продажах приведены только на основе сертификации. · ^ Данные о тиражах приведены только на основе сертификации. · Данные о продажах + прослушиваниях приведены только на основе сертификации. · Данные только о прослушиваниях приведены на основе сертификации. |               |           |

## Хронология выпуска
| Регион         | Дата             | Формат                      | Лейбл      |
| -------------- | ---------------- | --------------------------- | ---------- |
| США            | 24 июня 2014     | Rhythmic contemporary radio | Def Jam    |
| США            | 8 июля 2014      | Contemporary hit radio      | Def Jam    |
| Канада         | 5 августа 2014   | Digital remix package       | Virgin EMI |
| США            | 5 августа 2014   | Digital remix package       | Virgin EMI |
| Великобритания | 14 августа 2014  | Contemporary hit radio      | Def Jam    |
| Великобритания | 14 сентября 2014 | Digital download            | Def Jam    |